# Harry Potter: Quidditch World Cup
Harry Potter: Quidditch World Cup (br: Harry Potter: Copa Mundial de Quadribol) é um jogo eletrônico baseado no esporte fictício da série Harry Potter, o Quidditch. Foi lançado pela EA Games em 2003.

## Áudio
Toda a série Harry Potter pode ser considerada sonoramente bem concluída a todo instante. A empolgação da inquieta torcida, que zela pela equipe da casa gritando fervorosamente a todo instante, e quando vê lances emocionantes ou quando uma das equipes pontua. As emoções dos integrantes das equipes também colocam o jogador mais entretido com as disputas. O único problema (como de costume nestas dublagens) foi levar ao pé da letra algumas terminologias americanas, quando muito citações totalmente deslocadas da ocasião. Isso resulta em pérolas como "acho que a equipe está perdendo o controle do jogo", sabendo que o time em questão está goleando por muitos pontos à frente contra zero, e se descuidou por um minuto. Há também narradores e comentaristas, que são as vozes da mesma equipe que atuou nos dois primeiros games da série, mantendo comentários engraçados e convenientes com as jogadas. Todas as sinfonias de ação voltadas para o Quadribol que foram inseridas, criam músicas que motivam o desafio e dão seriedade a cada partida disputada no jogo.

## Multiplayer
Na versão para computador, o jogo não suporta partidas em rede, apenas partidas com 2 pessoas no mesmo computador, o que não é, exatamente, considerado modo multiplayer. A versão para videogames suporta até dois controles.

## Gráficos
Esse jogo preserva o mesmo estilo gráfico dos primeiros jogos. Como as partidas se resumem apenas em edificar estádios e jogadores, muita coisa foi aprimorada. As texturas, os personagens, os estádios estão melhorados, mais coloridos, nítidos, introduzindo novos campos, terrenos e ambientes. A luz solar é nítida em quase todos os ambientes, pois ela bate contra a face do jogador a quase todo momento. Dentro das dependências de Hogwarts, o típico campo de grama inglês faz presença, com algumas diferenciações de casa para casa, podendo ser jogado no campo de inverno, com muita neve no chão.
Já na Copa do Mundo, as divergências são notadas logo de cara. Existem nove times, com personagens extravagantes, todos se assemelhando em vestuário e estilos faciais à sua nação. Os ambientes construídos são baseados em plataformas vulcânicas, gélidas, chuvosas, concretas de aço ou madeira e tantos outros tipos.

## Recepção
O jogo recebeu críticas mistas. GameRankings pontuou 70% para a versão GameCube, 71% para a versão PC, 70% para a versão PlayStation 2, 69% para a versão Xbox, e 53% para a versão Game Boy Advance. Já na Metacritic, o jogo pontou 68 de 100 nas versões para GameCube e PS2, 69 de 100 para as versões PC e Xbox, e 53 de 100 para a versão GBA.
GameSpot deu para todas as versões, exceto GBA, uma nota de 6.5/10, citando controles confusos e jogabilidade limitada, mas elogiando a inclusão de personagens facilmente reconhíceis dos livrso e filmes, além de bons gráficos. IGN deu para todas versões, exceto GBA, um 7.2/10 e GameSpy deu para a versão de PC 3 estrelas em 5. No Japão, Famitsu deu para a versão GBA uma nota 25 de 40.